# Márcio Marcos do Carmo Miranda
Márcio Marcos do Carmo Miranda (16 de julho de 1942) é um enxadrista brasileiro, Mestre FIDE (FM). Venceu o Campeonato Brasileiro de Xadrez de 1974.

## Biografia
Nas décadas de 1960 e 1970, Márcio Miranda foi um dos maiores enxadristas do Brasil. Conquistou duas medalhas no Campeonato Brasileiro de Xadrez: ouro (1974, dividiu o primeiro lugar com Alexandru Segal) e bronze (1966).
Márcio Miranda jogou pelo Brasil na Olimpíada de Xadrez:
- Em 1968, no primeiro tabuleiro de reserva 18ª Olimpíada de Xadrez em Lugano